# ソシオメトリー
ソシオメトリー (sociometry) は、心理療法家のヤコブ・L・モレノによって開発された人間関係の科学・測定法である。

## 概要
ソシオメトリーは社会的なコンフィギュレーション、あるいは構造と心理的な well-being、つまり安寧、満足度との間の関連についての研究の中から出てきたものである。
彼はソシオメトリーを新しい科学の枠の中で発展させたが、その究極の目的は、科学ではなく、科学を超えたところにあった。評価尺度に基づいて選択を行うところで、モレノは明らかに、そして熱弁をふるって、これにより個人はより自発的になり、組織と集団は、より新鮮で、明白で生き生きとしたものになるはずだと述べている。
モレノがソシオメトリーで示した代表的な改善は、ソシオグラムを発展させたという点にある。これは、個人を点や線で、また彼等のつながりの関係もまた線で図式的に描いて見せたという点にある。モレノは、その思想、工夫、発案を大々的に書き残したが、「ソシオメトリー」と題した研究誌も創刊している。
ソシオメトリーをその考え方や感情表現、行動のパターンまでも含めた形でトレーニングされた専門家は、心理学の領域であれば、カウンセリング、あるいは組織や地域のさまざまな団体の中で管理、指導的な役割を担うことができるだろう。社会学の枠内では、ソシオメトリーには二つの部門に分けることができる。つまり、ソシオメトリー研究とソシオメトリーを応用することである。ソシオメトリー研究とは、集団の中で特殊な評価尺度を用いてその中での社会的情緒的なネットワークを研究するもので、たとえば、「この中であなたは誰が自分の隣に座って仕事をしてもらいたいですか？」といったものや、「厄介なプロジェクトに際してだれが満足のいく指導力を発揮できると思いますか？」といった質問を用いるものである。時にネットワーク研究という呼び方もされるが、ソシオメトリー研究は、教室、職場、ご近所のようなごく小さな、個人的もしくは小集団や、それよりやや大きな集団の中での関係のパターンの研究に向いている。
ソシオメトリーの応用は、人々や集団の再検討を支援する方法をより効率的なものとし、そこに存在する関係の心理的社会的なネットワークを拡張させ、発展させるのに役に立つだろうと考えられている。また、ソシオメトリーの二つの部門は、それをうまく活用すれば、個人や集団の自発性や創造性をより伸ばしていくことにも役立つだろうと考えられている。

## 由来
ソシオメトリーという言葉は、ラテン語の語源から由来するもので、socius は「仲間」を、metrum は「測定」を意味している。ヤコブ・モレノは、ソシオメトリーを「集団の進化と組織、その中での個人の位置づけについての研究」と定義した上で、「…集団の組織についての科学は、…それは集団の外部、つまり外皮からそれを捉えようとするのではなく、むしろその内部から捉えようとするのである。」と述べた。また、「ソシオメトリーの研究は、集団にそのかたちを与えている隠れた構造を明らかにしようとするものである。それは、つまり同盟関係、副次的な集団、隠れた信念、禁じられた議題、イデオロギー的合意、ショーの主役を明らかにすることだ。」とも述べた。